# Ercole Gonzaga (militare)

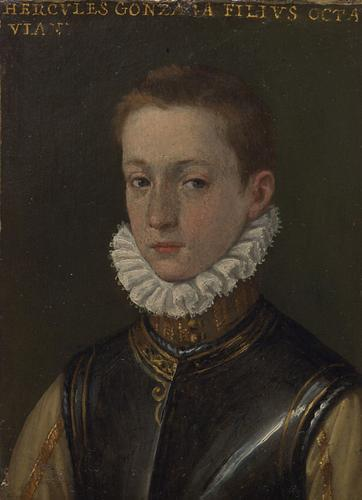
Ritratto di Ercole Gonzaga

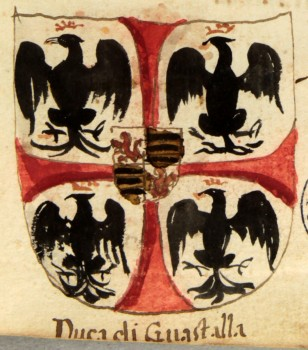
Stemma dei duchi di Guastalla

Ercole Gonzaga (... – Milano, 1640) è stato un nobile e militare italiano.

## Biografia
Era figlio di Ottavio Gonzaga, della linea dei Gonzaga di Guastalla e di Cecilia de' Medici. Intraprese la carriera della armi e fu cavaliere al servizio della Spagna nelle Fiandre e poi del Ducato di Milano. Fu anche al servizio del duca di Mantova Francesco IV Gonzaga, che lo inviò nel 1612 presso la corte di Madrid per rinsaldare i rapporti dopo la morte di Vincenzo I Gonzaga. Fu membro del consiglio segreto del re di Spagna.
Morì senza eredi nel 1640 a Milano e lasciò erede dei suoi beni Maria Gonzaga, al tempo reggente del ducato di Mantova e del Monferrato. Per suo espresso desiderio venne sepolto nel Santuario di Santa Maria delle Grazie.

## Discendenza
Sposò Francesca Guerrieri Gonzaga, figlia di Tullo ed ebbero un figlio:
- Ottavio, militare, premorto al padre in combattimento a Vercelli nel 1617.

## Ascendenza
|                                           |                       |                                         | Genitori                                          |  |  | Nonni |  |  | Bisnonni                                  |  |  | Trisnonni                               |  |
|                                           |                       |                                         |                                                   |  |  |       |  |  | Francesco II Gonzaga, marchese di Mantova |  |  | Federico I Gonzaga, marchese di Mantova |  |
|                                           |                       |                                         |                                                   |  |  |       |  |  | Francesco II Gonzaga, marchese di Mantova |  |  | Federico I Gonzaga, marchese di Mantova |  |
|                                           |                       | Margarete von Bayern                    |                                                   |  |  |       |  |  | Francesco II Gonzaga, marchese di Mantova |  |  |                                         |  |
| Ferrante I Gonzaga, conte di Guastalla    |                       |                                         |                                                   |  |  |       |  |  | Francesco II Gonzaga, marchese di Mantova |  |  |                                         |  |
|                                           |                       | Isabella d'Este                         | Ercole I d'Este, duca di Ferrara, Modena e Reggio |  |  |       |  |  |                                           |  |  |                                         |  |
|                                           |                       | Isabella d'Este                         | Ercole I d'Este, duca di Ferrara, Modena e Reggio |  |  |       |  |  |                                           |  |  |                                         |  |
|                                           |                       | Isabella d'Este                         | Eleonora d'Aragona                                |  |  |       |  |  |                                           |  |  |                                         |  |
| Ottavio Gonzaga, signore di Cercemaggiore |                       | Isabella d'Este                         |                                                   |  |  |       |  |  |                                           |  |  |                                         |  |
|                                           |                       | Ferrante di Capua, principe di Molfetta | Andrea I di Capua, principe di Molfetta           |  |  |       |  |  |                                           |  |  |                                         |  |
|                                           |                       | Ferrante di Capua, principe di Molfetta | Andrea I di Capua, principe di Molfetta           |  |  |       |  |  |                                           |  |  |                                         |  |
|                                           |                       | Ferrante di Capua, principe di Molfetta | Maria d'Ayerbe d'Aragona                          |  |  |       |  |  |                                           |  |  |                                         |  |
| Isabella di Capua                         |                       | Ferrante di Capua, principe di Molfetta |                                                   |  |  |       |  |  |                                           |  |  |                                         |  |
|                                           |                       | Antonia del Balzo                       | Giovan Francesco del Balzo                        |  |  |       |  |  |                                           |  |  |                                         |  |
|                                           |                       | Antonia del Balzo                       | Giovan Francesco del Balzo                        |  |  |       |  |  |                                           |  |  |                                         |  |
|                                           |                       | Antonia del Balzo                       | Margherita del Balzo                              |  |  |       |  |  |                                           |  |  |                                         |  |
| Ercole Gonzaga                            |                       | Antonia del Balzo                       |                                                   |  |  |       |  |  |                                           |  |  |                                         |  |
|                                           | Bernardino de' Medici | Gian Jacopo de' Medici                  |                                                   |  |  |       |  |  |                                           |  |  |                                         |  |
|                                           | Bernardino de' Medici | Gian Jacopo de' Medici                  |                                                   |  |  |       |  |  |                                           |  |  |                                         |  |
|                                           | Bernardino de' Medici | Clara Rajnoldi                          |                                                   |  |  |       |  |  |                                           |  |  |                                         |  |
| Agosto de' Medici, marchese di Melegnano  | Bernardino de' Medici |                                         |                                                   |  |  |       |  |  |                                           |  |  |                                         |  |
|                                           |                       | Clelia Serbelloni                       | Giovanni Gabriele Serbelloni                      |  |  |       |  |  |                                           |  |  |                                         |  |
|                                           |                       | Clelia Serbelloni                       | Giovanni Gabriele Serbelloni                      |  |  |       |  |  |                                           |  |  |                                         |  |
|                                           |                       | Clelia Serbelloni                       | Caterina Bellingeri                               |  |  |       |  |  |                                           |  |  |                                         |  |
| Cecilia de' Medici                        |                       | Clelia Serbelloni                       |                                                   |  |  |       |  |  |                                           |  |  |                                         |  |
|                                           |                       | Gaspare Del Majno                       | Ambrogio Del Majno                                |  |  |       |  |  |                                           |  |  |                                         |  |
|                                           |                       | Gaspare Del Majno                       | Ambrogio Del Majno                                |  |  |       |  |  |                                           |  |  |                                         |  |
|                                           |                       | Gaspare Del Majno                       | Margherita Bossi                                  |  |  |       |  |  |                                           |  |  |                                         |  |
| Barbara Del Majno                         |                       | Gaspare Del Majno                       |                                                   |  |  |       |  |  |                                           |  |  |                                         |  |
|                                           |                       | Margherita Stampa                       | Pietro Martire Stampa, barone di Montecastello    |  |  |       |  |  |                                           |  |  |                                         |  |
|                                           |                       | Margherita Stampa                       | Pietro Martire Stampa, barone di Montecastello    |  |  |       |  |  |                                           |  |  |                                         |  |
|                                           |                       | Margherita Stampa                       | Barbara Crivelli                                  |  |  |       |  |  |                                           |  |  |                                         |  |
|                                           |                       | Margherita Stampa                       |                                                   |  |  |       |  |  |                                           |  |  |                                         |  |